# A. E. van Vogt
Alfred Elton van Vogt (Winnipeg, 26 de abril de 1912 — Hollywood, 26 de janeiro de 2000) foi um escritor canadiano de ficção científica. Muitos fãs daquela era consideravam van Vogt, Robert A. Heinlein e Isaac Asimov como os três melhores escritores de ficção científica.

## Era dourada da ficção científica

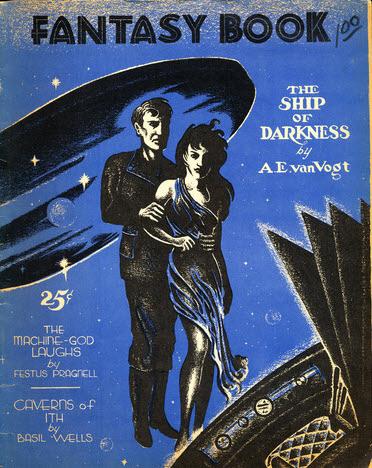
Revista Fantasy Book, 1948.

Foi um dos escritores de ficção científica mais famosos da década de 1940, que é considerada a Era Dourada. Começou a sua carreira de escritor com pequenos trabalhos publicados em revistas, mas decidiu mudar e escrever algo que lhe interessava, ficção científica.
Em 1941 decidiu tornar-se num escritor a tempo inteiro e desistiu do seu trabalho no Departamento da Defesa canadense, 
Durante alguns anos van Vogt escreveu um grande número de contos. Na década de 1950 muitos desses livros foram agrupados formando pequenas séries ou "fixups". Este termo foi inventado por van Vogt e começou a ser usado no vocabulário de ficção científica.

## Depois da guerra
Em 1944, van Vogt mudou-se para Hollywood, Califórnia, onde o seu método de escrita se modificou, depois da Segunda Guerra Mundial. Profundamente afetado pela revelação de estados totalitários que emergiram depois da Segunda Guerra Mundial, van Vogt escreveu uma série que tinha lugar na China Comunista.
Van Vogt disse que os seus sonhos eram uma das principais fontes de ideias para os seus livros. Durante a sua vida de escritor acordava a cada 90 minutos para escrever o que havia sonhado.
Nos últimos anos da sua vida, Van Vogt permaneceu em Hollywood, com a sua segunda mulher, Lydia Bereginsky. Neste período final da sua vida escreveu maioritariamente séries compostas apenas por um livro, que, no geral, mostravam as dificuldades de van Vogt de acompanhar o ritmo de evolução da ficção científica.
Alfred Elton van Vogt morreu em consequência do mal de Alzheimer.

### Séries
- Slan (1946)
- A Guerra contra o Rull (1959)
- A Última Fortaleza Terrestre (1960)
- A Astronave Pirata (1965)
- A Batalha da Eternidade (1970)
- Em Busca do Futuro (1970)
- O Homem dos Mil Nomes (1974)
- O Collosso Anarquista (1977)
- Null-A Three (1985)
- Super-Cérebro (1974)
- Missão Interplanetária
- O Universo de Morton
- Os Filhos do Futuro 1
- Os Filhos do Futuro 2
- Os Super-Homens
- Quando os computadores conquistaram o Mundo
- A Guerra contra os Deuses
- A Última revolta da Terra
- Colónia de Marte
- Xadrez Cósmico

### Colecções
- Rumo ao Universo (1952)
- Pêndulo (1978)